# (216295) Menorca
(216295) Menorca est un astéroïde de la ceinture principale.

## Description
(216295) Menorca est un astéroïde de la ceinture principale. Il fut découvert le 11 juin 2007 à La Sagra par l'Observatoire astronomique de Majorque. Il présente une orbite caractérisée par un demi-grand axe de 3,17 UA, une excentricité de 0,20 et une inclinaison de 13,7° par rapport à l'écliptique.
Il est nommé d'après l'île de Minorque aux Baléares.